# (21644) Vinay
(21644) Vinay (1999 NA50) – planetoida z grupy pasa głównego asteroid okrążająca Słońce w ciągu 3,75 lat w średniej odległości 2,41 j.a. Odkryta 13 lipca 1999 roku.